# Хантер, Джеймс
Джеймс Хантер (англ. James Hunter; род. 24 августа 1992, Крайстчерч) — новозеландский гребец, выступавший за сборную Новой Зеландии по академической гребле в 2012—2017 годах. Серебряный и бронзовый призёр чемпионатов мира, многократный победитель этапов Кубка мира, участник летних Олимпийских игр в Рио-де-Жанейро.

## Биография
Джеймс Хантер родился 24 августа 1992 года в Крайстчерче, Новая Зеландия.
Заниматься академической греблей начал в 2006 году, проходил подготовку в Веллингтоне в столичном клубе Wellington Rowing Club.
Впервые заявил о себе в гребле на международной арене в сезоне 2012 года, выступив на молодёжном мировом первенстве в Тракае.
Начиная с 2013 года выступал на взрослом уровне в основном составе новозеландской национальной сборной, в частности в этом сезоне дебютировал в Кубке мира, одержав победу на этапах в Сиднее, Итоне и Люцерне; побывал на чемпионате мира в Чхунджу, откуда привёз награду серебряного достоинства, выигранную в зачёте распашных безрульных четвёрок лёгкого веса — в решающем заезде пропустил вперёд только экипаж из Дании.
В 2014 году в той же дисциплине выиграл этапы Кубка мира в Эгбелете и Люцерне, на мировом первенстве в Амстердаме вновь стал серебряным призёром, вновь уступив датской команде.
В 2015 году был лучшим на этапах Кубка мира в Варезе и Люцерне, финишировал четвёртым на чемпионате мира в Эгбелете.
В 2016 году добавил в послужной список ещё две золотые медали, полученные на Кубке мира. Благодаря череде удачных выступлений удостоился права защищать честь страны на летних Олимпийских играх в Рио-де-Жанейро — в составе экипажа, куда также вошли гребцы Питер Тейлор, Алистэр Бонд и Джеймс Лассче, в программе лёгких безрульных четвёрок показал в главном финале пятый результат.
После Олимпиады в Рио Хантер ещё в течение некоторого времени оставался в составе гребной команды Новой Зеландии и продолжал принимать участие в крупнейших международных регатах. Так, в 2017 году в безрульных двойках он победил на этапе Кубка мира в Люцерне и завоевал бронзовую медаль на чемпионате мира в Сарасоте.